# Памятник Беталу Калмыкову
Памятник Беталу Калмыкову — монумент, установленный Беталу Эдыковичу Калмыкову — руководителю кабардино-балкарских большевиков, выдающемуся общественному и государственному деятелю Кабардино-Балкарии. Является предметом охраны объекта культурного наследия регионального значения.
Скульптор монумента — М. Тхакумашев, архитектор — В. Олтаржевский).
Памятник был открыт в 1960 году и расположен в Нальчике на проспекте Шогенцукова (на пересечении с улицей Лермонтова) у входа в городской парк. Фигура из бронзы находится на высоком пьедестале и как бы призывает к действиям и решимости. Как и скульптуры других деятелей того времени, Калмыков высоко вверх поднимает руку. Присутствующий на утверждении памятника знаменитый скульптор Матвей Манизер заметил по этому поводу: «В тридцатых годах я встречался с Калмыковым, делал наброски его фигуры, а сегодня встретился с ним снова».
В 2015 году Ассоциация жертв политических репрессий КБР решила, что Бетал Калмыков «не имеет права на памятник», поскольку он лично причастен к организации репрессий. Но далеко не все согласны с требованием снести исторический памятник. Историк Жиляби Калмыков, считает, что бо́льшая часть кабардино-балкарского общества к Беталу Калмыкову и его памятнику относится спокойно:

«Пора прекратить воевать с историей. Будет справедливым, выражая сочувствие репрессированным, оставить все как есть. Мы сегодня не в состоянии, да и не имеем права выносить какой-либо вердикт ни Калмыкову, ни его времени».